# Miyagi (prefektura)
Miyagi (japanski: kanji (宮城県, romaji: Miyagi-ken) je prefektura u današnjem Japanu. 
Nalazi se na istoku sjevernog dijela otoka Honshūa. Nalazi se u chihō Tōhokuu.
Glavni je grad Sendai.
Organizirana je u 10 okruga i 35 općina. ISO kod za ovu pokrajinu je JP-04.
1. prosinca 2010. u ovoj je prefekturi živjelo 2,337.513 stanovnika.
Simboli ove prefekture su cvijet miyagijske grmaste djeteline (Lespedeza thunbergii), drvo japanske zelkove (Zelkova serrata), ptica divlja guska te jelen sika (Cervus nippon).